# Tulipa humilis
Espèce
Classification phylogénétique
Tulipa humilis est une fleur originaire du Proche-Orient, de la famille des Liliacées.